# Neil Cowley
Neil Cowley (* 5. November 1972 in London) ist ein britischer Jazzmusiker (Piano, Komposition).

## Leben und Wirken
Cowley, der Sohn eines Komikers, erhielt früh klassischen Klavierunterricht, bereits sehr früh mit einem Stipendium an der Royal Academy of Music. Als musikalisches Wunderkind gab er bereits im Alter von zehn Jahren ein Konzert in der Queen Elizabeth Hall. Als Jugendlicher entschied er sich gegen die Klassik, tingelte mit Rockbands durch Pubs und gründete eine eigene Band, Mission Impossible. Mit 18 Jahren gehörte er zur Funk- und Soulband Pasadenas, dann war er vier Jahre bei der Acid-Jazz-Band Brand New Heavies, mit der er auch auf Tournee ging und aufnahm. 1997 legte er unter dem Namen Diamond Wookey eigene Aufnahmen vor und wurde im selben Jahr Mitglied der Band Green Nuns of the Revolution.
Weiterhin arbeitete er mit Gabrielle. Nach einer Zeit bei Zero 7 gründete er 2002 gemeinsam mit Ben Mynott das Duo Fragile State, mit dem er zwei von der Kritik stark beachtete Alben einspielte. Nachdem er 2006 unter dem Namen Pretz das Album Soundcastles veröffentlichte, gründete er das Neil Cowley Trio, in dem er mit dem Schlagzeuger Evan Jenkins und dem Bassisten Rex Horan auftritt und bisher fünf Alben vorlegte. Mit dem Erstling Displaced gewann er 2007 den BBC Jazz Award für das beste Album.
Daneben war Cowley auch auf Alben von Adele, den Stereophonics, Birdy, Professor Green und Emeli Sandé zu hören.

## Diskographische Hinweise
- Displaced (2006)[3]
- Loud... Louder... Stop! (2008)[4]
- Radio Silence (2010)
- The Face of Mount Molehill (2012)[5]
- Touch and Flee (2014)[6]
- Entity (2024)

mit Fragile State
- Nocturnal Beats
- The Facts and the Dreams (2003)
- Voices from the Dust Bowl (2004)[7]